# باهر (اسم)
باهر هو اسم علم مذكر من أصل عربي، ومعناه هو الغالب الشديد الضياء الفاضل على الأقران، والقمر الباهر القمر الذي غلب ضوءه ضوء الكواكب الفاخر.

## شخصيات تحمل الاسم
- باهر الرجب (1951 – )
- باهر المحمدي (لاعب كرة قدم مصري، 1 نوفمبر 1996[3] – )
- باهر دويدار (كاتب سيناريو وطبي مصري، 29 أكتوبر 1973 _)

## وصلات خارجية
- موسوعة السلطان قابوس لأسماء العرب